# Urquhart (Moray)
Pour les articles homonymes, voir Urquhart.
Urquhart est une localité du Moray, en Écosse, située à environ 5 miles à l'est d'Elgin.
On y trouve une église datant de 1843.